# Fahrendes Volk
Fahrendes Volk (auch fahrende Leute) bezeichnet eine Vielfalt von Bevölkerungsgruppen von niedrigem sozialen Stand. Gemeinsam waren diesen sehr unterschiedlichen vagierenden Individuen und Gruppen verschiedener Herkunft und Tätigkeit
- ihre Ausgrenzung aus der ansässigen Gesellschaft,
- ihre Armut und fehlende Schulbildung,
- eine damit einhergehende zeitweise oder dauerhafte Erwerbsmigration in ökonomische Nischen
- und der auf diesen Menschen liegende mehrheitsgesellschaftliche Verdacht der Delinquenz.

In der Regel waren die Angehörigen dieses Bevölkerungsteils unter stigmatisierenden Bezeichnungen wie „herrenloses Gesindel“ aus der Untertanenschaft ausgeschlossen. Fahrendes Volk reproduzierte sich zum einen aus sich selbst. Zum anderen erhielt es Zuzug von Absteigern aus dem sesshaften Unterschichtenmilieu.
Heute reduziert sich eine folklorisierende Verwendung der Bezeichnung „fahrendes Volk“ auf Nachfahren historischer Gruppen, wie sie im Schausteller-, Zirkus- und Landfahrermilieu anzutreffen sind. Diese bezeichnen sich selbst als Reisende.

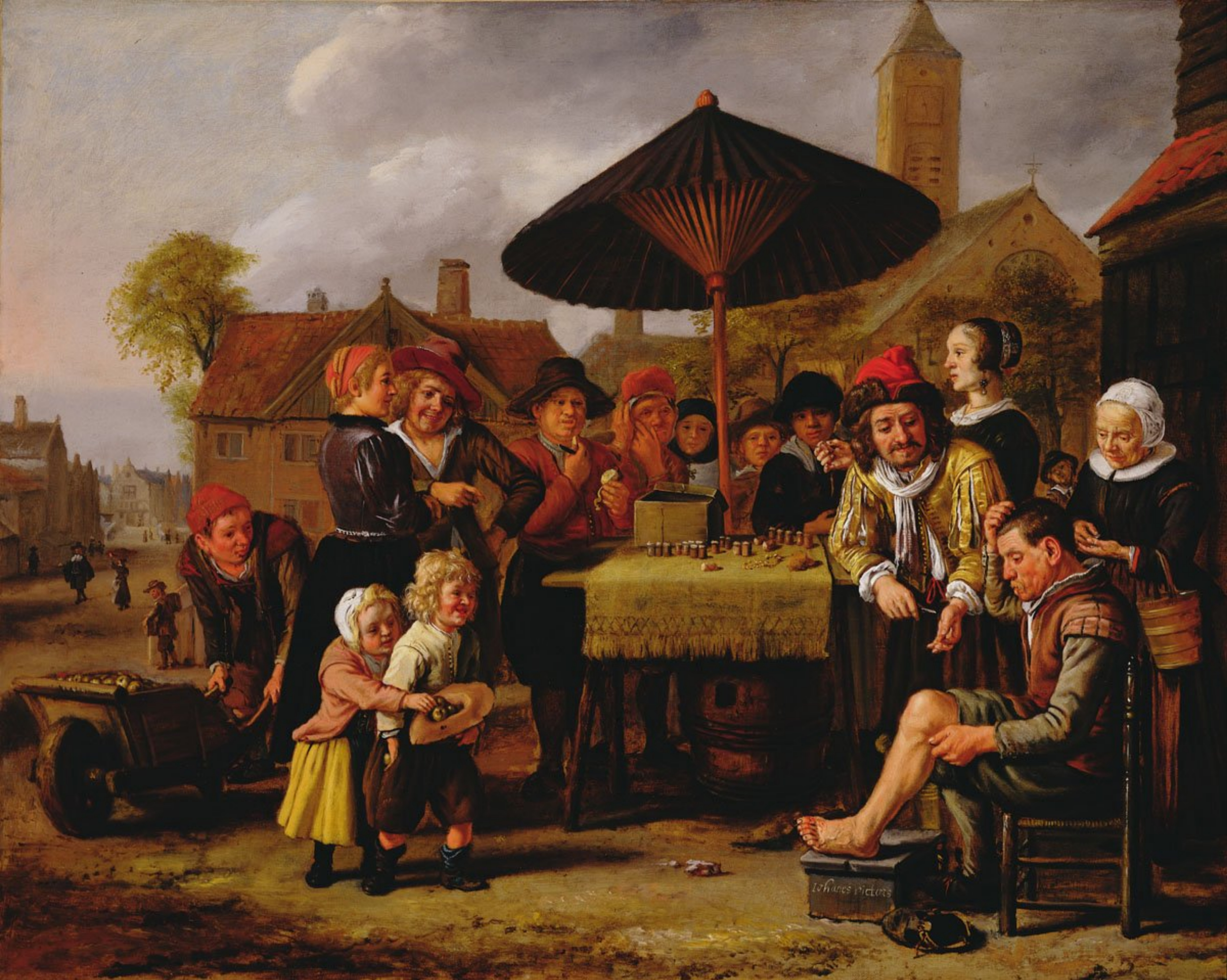
Ein Quacksalber auf dem Markt

## Bezeichnungen

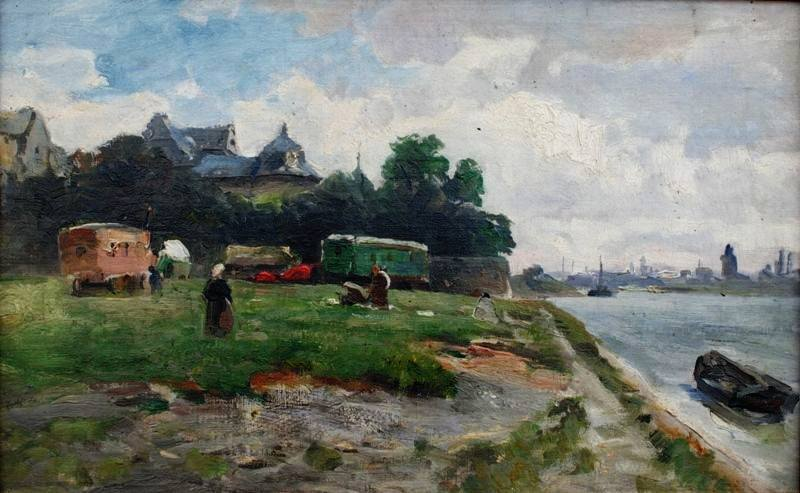
Fahrendes Volk am Rheinufer bei Mainz, Gemälde von Philipp Zeltner um 1900

In Mittelalter und Früher Neuzeit wurden als fahrendes Volk (auch fahrende Leute oder Fahrende) die Angehörigen zahlreicher unterschiedlicher unterständischer und außerständischer Sozialgruppierungen beschrieben. Die Bandbreite der rechtlosen Außenseiter erweiterte und differenzierte sich im Mittelalter. Angehörige des „niederen Volks“ – sprich der gesellschaftlichen Unterschichten – außerhalb der ständischen Hierarchie und ohne einen festen Wohnsitz galten als varende lute, eine abwertende Bezeichnung, die oft mit Kriminalität und Ehrlosigkeit (Unehrlichkeit) konnotiert war.
Historische Bezeichnungen für die Angehörigen dieser sozial, kulturell und ethnisch uneinheitlichen Population von summarisch als „herrenloses Gesindel“ Stigmatisierten waren z. B. „Gängler“, „Landfahrer“, „Landstreicher“, „Landläufer“ (vgl. die in den Niederlanden bis heute gebräuchliche Bezeichnung landloper) oder
„Vagabunden“. Aus dem Blickwinkel einer als kollektives Persönlichkeitsmerkmal unterstellten Arbeitsscheu galten sie darüber hinaus als „fremde Müßiggänger“. Im 19. Jahrhundert kam auch die Bezeichnung „Wanderer“ auf, später auch „Nichtsesshafte“.
„Fahren“ ist nicht in der heutigen Bedeutung zu verstehen. Bis weit ins 19. Jahrhundert, als Wohnwagen als Transportmittel und Unterkunft aufkamen, waren „Fahrende“ vor allem zu Fuß unterwegs, mit vielleicht einem zweirädrigen Karren als Hundegespann oder selbstgezogen.
An der Stelle des folklorisierenden Begriffs „Fahrende“ steht gemeineuropäisch, aber auch als übliche heutige deutsche Selbstbezeichnung Reisende. Zusammenfassende Bezeichnungen für die Nachfahren der historischen Gruppen sind als Selbst- wie als Fremdbezeichnung im Französischen gens du voyage, im angelsächsischen Sprachraum Travellers, im Schwedischen bzw. Norwegischen resandefolket bzw. Reisende und im Niederländischen reizigers. Im Englischen grenzt der Terminus gegen Roma ab.

### Schweiz
In der Schweiz dagegen ist Fahrende ein staatlich-offizieller und rechtlicher Terminus. Er bezeichnet dort die – allerdings nicht als Einzelgruppen, sondern nur gemeinsam – als kulturelle und „nationale Minderheit“ anerkannten und betrachteten Manouches (synonym für Sinti) und Jenischen mit Schweizer Staatsbürgerschaft.

### Westdeutschland seit 1945
Bayern erließ 1953 eine sogenannte Landfahrerordnung. Diese Regelung sollte Menschen mit nomadischer Lebensweise den örtlichen Aufenthalt madig machen, sie von dort vergraulen. Die bayerischen Politiker vermieden das Wort Zigeuner, weil sie annahmen, so das Verbot rassischer Diskriminierung nach Art. 3 Abs. 3 Grundgesetz unterlaufen zu können. Die Rede war von „Landfahrerfamilien“ oder „Landfahrerhorden“, deren Überwachung die Politiker der Polizei übertrugen. In den Ausführungsbestimmungen des Bayerischen Innenministeriums wurde die Landfahrereigenschaft folgendermaßen definiert:

„Für die Feststellung der Landfahrereigenschaft ist die nomadisierende Lebensweise entscheidend, die sich darin äußert, dass eine Person ohne festen Wohnsitz oder trotz eigenen Wohnsitzes nicht nur vorübergehend nach Zigeunerart unstet im Lande umherzieht.“

Diese Landfahrerordnung war bis 1970 bayerisches Landesrecht.
In anderen Bundesländern wurde die bayerische Gesetzgebung zwar als vorbildlich wahrgenommen, aber nicht übernommen. Eine bundeseinheitliche Vorgehensweise gab es nicht. Vermeintliche kriminelle Aktivitäten, die den Sinti und Roma vorgeworfen wurden, ließen sich statistisch nicht bestätigen: 1954 wurden bundesweit 1.743 Sinti und Roma unter 1,1 Millionen Tatverdächtigen festgestellt. In der Summe war damit deren Zahl und Anteil zu gering, als dass die bisherigen Polizeipraktiken aus der Zeit vor 1945 hätten weitergetrieben werden können.
Die Fahrenden wurden weiterhin, soweit es sich irgendwie vor der Öffentlichkeit verbergen ließ, diskriminiert. In Nordrhein-Westfalen forcierte beispielsweise seit 1954 die Landesregierung eine Verwaltungspraxis, Sinti und Roma die deutsche Staatsangehörigkeit abzuerkennen, indem von ihnen ein detaillierter Dokumentennachweis verlangt wurde, mit der Unterstellung, sie seien zu Unrecht im Besitz eines deutschen Reisepasses. Das war angesichts des Verwaltungshandelns 1933–1945 nicht gerade einfach nachzuweisen. In den Entschädigungsämtern und Polizeibehörden griff man durchgehend auf die Expertise von Beamten zurück, die bereits vor 1945 an der Verfolgung und Ermordung von Sinti und Roma beteiligt gewesen waren.
Erst seit den 1980er Jahren gerieten die systematische Erfassung der Personen und die ständigen Schikanen gegen „Zigeuner“ durch die Polizeibehörden deutlicher ins Blickfeld einer liberalen Öffentlichkeit. In Hamburg hatte die Polizei z. B. 1981 ein sechs Monate altes Kind aus einer Sinti-Familie als Gefahrenquelle polizeilich erfasst. Vor dem BKA-Gebäude in Wiesbaden demonstrierten 1983 Sinti und Roma dagegen, dass in der damals intensivierten polizeilichen Datenerfassung das Merkmal „ZN“ eingetragen wurde, für „Zigeunername“. Das war bis dahin eine seit Jahrzehnten übliche Vorgehensweise antiziganistischer Polizeiarbeit gewesen.

### Nach der Wiedervereinigung Deutschlands
Spätestens seit den 1990er Jahren ist auch die Aufnahme der Sinti und Roma in das staatsoffizielle Gedenken an die NS-Mordpraxis erfolgt. Einzelne Vertreter des Bundesgerichtshofs distanzierten sich seit 2013 von der gängigen Rechtsprechung der 1950er Jahre, ohne dass bislang Urteile formal revidiert worden sind.

## Rechtlicher, sozialer und ökonomischer Ausschluss
Ein Teil der Bevölkerung war arm und außerstande, in Notzeiten auf eigene Ressourcen zurückzugreifen. Wer ohne Zugang zur knapp gehaltenen kommunal organisierten Unterstützung war, glitt meist in die Nichtsesshaftigkeit ab und war auf eine Notökonomie verwiesen. In Krisensituationen nahm die Zahl dieser Menschen sprunghaft zu. Ein großer Teil der Angehörigen der Unterschichten war so ständig von Obdachlosigkeit und Nichtsesshaftigkeit bedroht. Die permanente Notsituation zwang die Angehörigen des vagierenden Bevölkerungsteils in aller Regel, mehrere Tätigkeiten nebeneinander oder in der zeitlichen Folge auszuüben und häufig zugleich zu betteln. Zur Sicherung des Überlebens gehörten auch typische Formen der kleinen Delinquenz. Darauf bezogene Schimpfbezeichnungen gingen in die Umgangssprache ein („Riemenstecher“ oder „Beutelschneider“ auf Kirchfesten und Jahrmärkten).
Staatliche Betretungs-, Duldungs- und Aufnahmeverbote exkludierten die vagierende Armut aus der organisierten Untertanenschaft rechtlich und erzwangen ein Leben in Illegalität auf der Straße und in den Wäldern. Sie verlängerten sich zum Kontakt- und Arbeitsverbot, dieses formal abgesichert zudem durch Aufnahmeverbote in die Berufskorporationen. Im Zuge des administrativen Ausbaus der europäischen Staaten nahm die Zahl der Ausschlussvorschriften seit der zweiten Hälfte des 17. Jahrhunderts stark zu.
Begründet wurde der rechtliche Ausschluss mit dem Generalverdacht auf kriminelles oder doch zumindest gemeinschaftsschädliches Verhalten. Ein Restbestand des strikten rechtlichen Ausschlusses blieb bis 1974 mit dem Straftatbestand der „Bettlerei und Landstreicherei“ erhalten. Zumindest im deutschsprachigen Mitteleuropa wurden die entsprechenden Vorschriften im Zuge der sozialen und rechtlichen Reformen im letzten Vierteljahrhundert aus dem Strafrecht herausgenommen.
In der Armutsgesellschaft erhielten die außerständischen und unterständischen Bevölkerungsgruppen fortwährend, vermehrt aber während ökonomischer Krisen und militärischer Kampagnen Zuzug von Menschen aus den ortsfesten Unterschichten. Da eine Reintegration in die Mehrheitsgesellschaft oder gar ein sozialer Aufstieg weitgehend ausgeschlossen blieben, setzte sich die Zugehörigkeit zur migrierenden Armut über Generationen hinweg fort. Sie verfestigte sich in einer „Kultur der Armut“.

## Formen des Einbezugs
Sozial und wirtschaftlich waren die Angehörigen der Minderheit entgegen den Meidungs- und Ausschlussvorschriften der Obrigkeit und der Berufskorporationen real mit der Mehrheitsbevölkerung eng verbunden.
Ihre ökonomischen Beiträge vor allem zur Versorgung der ländlichen Bevölkerung mit Waren und Dienstleistungen waren unverzichtbar. Ihre Unterhaltungsangebote wurden allgemein geschätzt und bildeten häufig den Mittelpunkt ländlicher und städtischer Festlichkeiten.
Es gab eine nicht zu überschauende Vielzahl solcher Gruppen. Die Zugehörigkeiten überschnitten sich. Die Aufzählungen von Fallgruppen in den Abwehrvorschriften vermitteln ein Bild von der Vielfalt der Notbetätigungen, mit denen die Betroffenen in ökonomischen Nischen zu überleben versuchten. Ein Siegerländer Aufnahme- und Duldungsverbot zum Beispiel zählte im Jahr 1586 auf:

„Zigeuner, Landstreicher, herrenlose Gardenknechte, Umbgänger mit Geygen, Leyren und anderem Seitenspiel, Spitzbuben, Kundtschaffter, Außsprecher, zum Müßiggang abgerichtete Landbettler, Störger, Zanbrecher und was dergleichen loß Gesindlein ist, so vielmahls uff Verretherey, morden, rauben, stehlen, brennen und ander Unglück anzustifften abgerichtett, item Wahrsager, Teuffelsfenger, Christallenseher, Segensprecher, die sich vor Ärzte, Menschen und Viehe zu helffen, außgeben.“

Eine ordnungspolizeiliche Schrift des ausgehenden 18. Jahrhunderts nannte

„Scheerenschleifer, Hafenbinder, Kessler, Pfannenfliker, Kannengiesser, Wannenfliker, Korbmacher, Bürstenbinder, Bücherbeschläger, Schnallen- und Glockengießer, Sägenfeiler, Bohrermacher, Abdecker und Scharfrichter, Kümmig-, Oel-, Kräuter-, Wurzeln- und Pulverhändler, Kamm-, Leist- oder Zwekschneider, Hechelspizer, Tabakspfeiffenmacher, Hutschwärzer, Drucker, Spielleute, Gaukler und Krämer mit den unterschiedlichsten Waren.“

## Kulturelle und ethnische Vielfalt
Neben den seit dem Ende des 18. Jahrhunderts mitunter auch als Jenische bezeichneten aus der Mehrheitsgesellschaft gedrängten „Fahrenden“ der unterschiedlichen landschaftlichen und staatlichen Herkunft gehörten als jeweils ethnisch eigenständige Gruppen fahrende Roma sowie „Schnorr“- oder „Betteljuden“ zu dieser „Subkultur der Straße“.
Es ist angesichts der Heterogenität dieses Bevölkerungsteils nicht möglich, den Anteil an der Gesamtbevölkerung zumal etwa Gesamteuropas mehr als äußerst grob zu schätzen. Fünf bis zehn Prozent sind nach der Literatur ein mittlerer Schätzwert für das 18. Jahrhundert. Er konnte im Zuge der regelmäßig sich ereignenden Hungerkrisen und Kriegsverheerungen rasch ansteigen.

## Abgrenzungen
Wiewohl eine klare Abgrenzung unmöglich ist, sind vom historischen fahrenden Volk Gruppen zu unterscheiden, deren Angehörige in unterschiedlicher Intensität zwar ebenfalls einer Erwerbsmigration in engeren oder weiteren Zirkulationsräumen nachgingen, jedoch in einen Untertanenverband inkorporiert waren, mithin nicht „herrenlos“: wandernde Handwerksgesellen (Handwerker auf der Walz, auch Freireisende), unzünftige Handwerker (Bönhasen), fernreisende Kaufleute sowie ortsfeste Bettler.
Heutige Formen von Erwerbsmigration und horizontaler Mobilität – Bewegung im geografischen Raum, nicht im Raum der hierarchischen Sozialschichtung – erfasst das Konstrukt „fahrendes Volk“ nicht, wiewohl es strukturelle Gemeinsamkeiten und Ähnlichkeiten gibt.
Da Marginalisierungs- und Exklusionsprozesse und deren Verfestigung keine ethnische oder regionale Besonderheit, sondern universal und überzeitlich sind, gab und gibt es soziokulturell ähnliche Bevölkerungsgruppen wie die in Mittelalter und Früher Neuzeit unter „fahrendes Volk“ subsumierten auch anderswo, so etwa die Burakumin in Japan, die Sarmastaari in Belutschistan oder die Gadawan Kura („Hyänen-Menschen“), die als Gaukler und Wunderheiler durch Nigeria ziehen.